# Lester Del Rey
Lester del Rey (2 de junho de 1915 — 10 de maio de 1993) foi um editor e escritor estadunidense de ficção científica. Del Rey tornou-se conhecido por seus livros de FC juvenis da série Winston Science Fiction, e pela Del Rey Books, a divisão de fantasia e ficção científica da Ballantine Books, cujos livros eram editados por del Rey e sua quarta esposa, Judy-Lynn del Rey.

## Obras selecionadas

### Ficção

#### Romances
- Marooned on Mars (1952)
- Rocket Jockey como Philip St. John (1952)
- Attack from Atlantis (1953)
- Battle on Mercury como Erik Van Lhin (1953)
- The Mysterious Planet (1953)
- Rockets to Nowhere como Philip St. John (1954)
- Step to the Stars (1954)
- Preferred Risk (1955) com Frederik Pohl [como Edson McCann ]
  - Publicado em revistas/antologias:
  - Preferred Risk (Parte 1 de 4) (1955) com Frederik Pohl
  - Preferred Risk (Parte 2 de 4) (1955) com Frederik Pohl
  - Preferred Risk (Parte 3 de 4) (1955) com Frederik Pohl
  - Preferred Risk (Parte 4 de 4) (1955) com Frederik Pohl
- Mission to the Moon (1956)
- Nerves (1956)
- Police Your Planet como Erik Van Lhin (1956)
- Day of the Giants (1959)
- Moon of Mutiny (1961)
- The Eleventh Commandment (1962)
- Outpost of Jupiter (1963)
- (The Runaway Robot (1965) publicado como da autoria de del Rey, mas na verdade foi escrito por Paul W. Fairman, baseado num esboço de del Rey.[1])
- The Infinite Worlds of Maybe (1966)
- Rocket from Infinity (1966)
- The Scheme of Things (1966)
- Siege Perilous (1966)
- Tunnel Through Time (1966)
- Prisoners of Space (1968)
- Pstalemate (1971)
- The Sky Is Falling (1973)
- Badge of Infamy (1973)
- Weeping May Tarry (1978) com Raymond F. Jones

#### Coletâneas
- …And Some Were Human (1948)
- Robots and Changelings (1957)
- The Sky is Falling and Badge of Infamy (1966)
- Mortals and Monsters (1965)
- Gods and Golems (1973)
- The Early del Rey (1975)
- The Early Del Rey: Vol 1 (1976)
- The Early Del Rey: Vol 2 (1976)
- The Best of Lester del Rey (1978)

### Não-ficção
- Rockets Through Space (1957)
- Space Flight, Golden Press, 1959
- The Mysterious Earth (1960)
- The Mysterious Sea (1961)
- The Mysterious Sky (1964)
- The World of Science Fiction, 1926-1976: the History of a Subculture (1980)

### Editado
- The Year After Tomorrow com Carl Carmer & Cecile Matschat (1954)
- Best Science Fiction of the Year #1-#5 (1972-1976)